# 国家政治保衛局
国家政治保衛局（中国語: 国家政治保卫局）は、中華ソビエト共和国時代の秘密警察である。

## 概要
「中華ソビエト共和国憲法大綱」によれば、「国家政治保衛局は、中華ソビエト組織の一部分であり、ソビエト特別組織の特別機関である。この機関は、政府領導の下で公開的、秘密的と一切の軍事的、政治的、経済的反革命闘争を進行し、ソビエト政権を保衛する一機関である」と規定されていた。
その任務は、「中華ソビエト共和国国家政治保衛局組織要綱」によれば、「臨時中央政府人民委員会の管轄の下、一切の反革命組織活動、偵探、盗匪の偵察、制圧と消滅を執行する」とされ、「国家政治保衛局及びその各分局と特派員は、一切の反革命案件を捜査、接受及び処理する政権代表である」とされていた。　
国家政治保衛局職員は、紅軍兵士と異なり、赤色ではなく緑色の記章を身に付けていた。また、胸には銀色の「GBW」（ゲーペーウーの中国語発音「格別烏（Ge-Bie-Wu）」の略語）のアルファベット3文字が入った胸章を付けていた。

## 歴史
中国各地の共産政権樹立時に設置された粛反委員会が、国家政治保衛局の起源とされている。
- 1927年8月の南昌起義時、革命委員会の下に政治保衛処が設置される。同年12月の広州起義時、広州ソビエト政府に粛反委員会が設置される。
- 1928年3月、中共中央は、各地にソビエト政権が樹立した時に粛反委員会を設置するよう通告した。同年7月、共産党六全大会において、革命根拠地に粛反保衛機関を設置することが提起された。
- 1929年4月、紅四軍政治部内に保衛科設置。同月、興国県革命委員会に粛反委員会と裁判部が設置される。
- 1931年1月、中央政治保衛処設立。同年11月、中華ソビエト第1次全国代表大会において、中央委員会直属の国家政治保衛局に改編。
- 1934年1月、長征に従い延安に移り、1935年10月、西北政治保衛局に改称。

長征後は、中国全土レベルでの活動が難しくなったため、数度の改編を経て、1939年2月に中国共産党中央社会部が成立する。

## 機構
- 偵察部
- 執行部
- 紅軍工作部
- 白区工作部
- 政治保衛隊

## 局長
- 国家政治保衛局局長劉発（1931年11月 - ）
- 西北政治保衛局局長王首道（1935年10月 -）